# Megalothoraca flava
Megalothoraca flava är en tvåvingeart som beskrevs av Günther Enderlein 1912. Megalothoraca flava ingår i släktet Megalothoraca och familjen Richardiidae.
Artens utbredningsområde är Ecuador. Inga underarter finns listade i Catalogue of Life.